# Relaciones China-Guatemala
Las relaciones Guatemala-China son las relaciones internacionales entre China y Guatemala. Los dos países no han establecido relaciones diplomáticas oficialmente ya que Guatemala mantiene relaciones diplomáticas con Taiwán.

## Misiones diplomáticas
Guatemala estableció relaciones diplomáticas con la Dinastía Qing desde 1909. A raíz de la guerra civil china, Guatemala prefirió mantener su relación con el gobierno de la República de China. Durante la década de 2000 a 2010, la República Popular China en comercio general (sumando exportaciones e importaciones) se posicionó como el octavo socio comercial de Guatemala, por detrás de Japón, Panamá, Costa Rica, Honduras, México, El Salvador y Estados Unidos, en orden de menor a mayor, respectivamente.
A pesar de esto, Guatemala ha mantenido una política de no entablar relaciones diplomáticas con China. El canciller Fernando Carrera ha afirmado durante su gestión que además de lo comercial, se busca tener lazos culturales con China.
La Cámara China Guatemalteca participó en la exposición de Shanghái en 2011.
Desde el año 2010, la República Popular China se convirtió en el segundo socio comercial de Guatemala y Centroamérica. En 2018, el senador estadounidense republicano por Florida Marco Rubio afirmó por medio de su cuenta de Twitter que el presidente Jimmy Morales había recibido presiones de su círculo cercano para entablar relaciones diplomáticas con China.